# Étoile de Bessèges 2005
L'Étoile de Bessèges 2005, trentacinquesima edizione della corsa valevole come prova del circuito UCI Europe Tour 2005 categoria 2.1, si svolse in cinque tappe dal 2 al 6 febbraio 2005 per un percorso totale di 719,5 km con partenza da Marsiglia e arrivo a Bessèges. Fu vinta dal francese Freddy Bichot, della Française des Jeux, che si impose in 18 ore 3 minuti e 19 secondi, alla media di 39,84 km/h.
Al traguardo di Bessèges 112 ciclisti completarono il tour.

## Tappe
| Tappa  | Data       | Percorso                                  | km    | Vincitore di tappa | Leader cl. generale |
| ------ | ---------- | ----------------------------------------- | ----- | ------------------ | ------------------- |
| 1ª     | 2 febbraio | Marsiglia > Marsiglia                     | 126,2 | Freddy Bichot      | Freddy Bichot       |
| 2ª     | 3 febbraio | Nîmes > Saint-Ambroix                     | 149,2 | Tom Steels         | Freddy Bichot       |
| 3ª     | 4 febbraio | Branoux-les-Taillades > La Grand-Combe    | 143,3 | Jens Voigt         | Freddy Bichot       |
| 4ª     | 5 febbraio | Allègre-les-Fumades > Allègre-les-Fumades | 152,3 | Tom Steels         | Freddy Bichot       |
| 5ª     | 6 febbraio | Gagnières > Bessèges                      | 148,5 | Jimmy Casper       | Freddy Bichot       |
| Totale | Totale     | Totale                                    | 719,5 |                    |                     |

## Squadre e corridori partecipanti
| N.    | Cod. | Squadra                     |
| ----- | ---- | --------------------------- |
| 1-8   | C.A  | Crédit Agricole             |
| 11-18 | DVL  | Davitamon-Lotto             |
| 21-28 | BTL  | Bouygues Télécom            |
| 31-38 | BJF  | Bretagne-Jean Floc'h        |
| 41-48 | LAN  | Landbouwkrediet-Colnago     |
| 51-58 | FDJ  | Française des Jeux          |
| 61-68 | MIE  | Miche                       |
| 71-78 | RAG  | RAGT Semences               |
| 81-88 | MRB  | Mr Bookmaker.com-SportsTech |

| N.      | Cod. | Squadra                     |
| ------- | ---- | --------------------------- |
| 91-98   | A2R  | AG2R Prévoyance             |
| 100-108 | CSC  | Team CSC                    |
| 111-118 | COF  | Cofidis                     |
| 121-128 | JAC  | Chocolade Jacques-T Interim |
| 131-138 | AUB  | Auber 93                    |
| 141-148 | AGR  | Agritubel-Loudun            |
| 151-158 | FLA  | Flanders                    |
| 161-168 | JAR  | Jartazi Granville Team      |
| 171-178 | LPR  | LPR                         |

## Dettagli delle tappe

### 1ª tappa
- 2 febbraio: Marsiglia > Marsiglia – 126,2 km

Risultati
| Pos. | Corridore      | Squadra       | Tempo    |
| ---- | -------------- | ------------- | -------- |
| 1    | Freddy Bichot  | Fr. des Jeux  | 3h25'31" |
| 2    | Maxime Monfort | Landbouwkred. | a 2"     |
| 3    | Arnaud Labbe   | Auber 93      | a 30"    |

| Pos. | Corridore      | Squadra       | Tempo    |
| ---- | -------------- | ------------- | -------- |
| 1    | Freddy Bichot  | Fr. des Jeux  | 3h25'18" |
| 2    | Maxime Monfort | Landbouwkred. | a 8"     |
| 3    | Arnaud Labbe   | Auber 93      | a 37"    |

### 2ª tappa
- 2 febbraio: Nîmes > Saint-Ambroix – 149,2 km

Risultati
| Pos. | Corridore          | Squadra         | Tempo    |
| ---- | ------------------ | --------------- | -------- |
| 1    | Tom Steels         | Davitamon-Lotto | 4h01'36" |
| 2    | Jaan Kirsipuu      | Crédit Agricole | s.t.     |
| 3    | Jean-Patrick Nazon | AG2R Prév.      | s.t.     |

| Pos. | Corridore      | Squadra       | Tempo    |
| ---- | -------------- | ------------- | -------- |
| 1    | Freddy Bichot  | Fr. des Jeux  | 7h26'54" |
| 2    | Maxime Monfort | Landbouwkred. | a 8"     |
| 3    | Arnaud Labbe   | Auber 93      | a 37"    |

### 3ª tappa
- 4 febbraio: Branoux-les-Taillades > La Grand-Combe – 143,3 km

Risultati
| Pos. | Corridore      | Squadra      | Tempo    |
| ---- | -------------- | ------------ | -------- |
| 1    | Jens Voigt     | CSC          | 3h35'59" |
| 2    | Bobbie Traksel | Mr Bookmaker | a 51"    |
| 3    | Fränk Schleck  | CSC          | s.t.     |

| Pos. | Corridore      | Squadra       | Tempo     |
| ---- | -------------- | ------------- | --------- |
| 1    | Freddy Bichot  | Fr. des Jeux  | 11h03'44" |
| 2    | Maxime Monfort | Landbouwkred. | a 8"      |
| 3    | Arnaud Labbe   | Auber 93      | a 1'39"   |

### 4ª tappa
- 5 febbraio: Allègre-les-Fumades > Allègre-les-Fumades – 152,3 km

Risultati
| Pos. | Corridore      | Squadra         | Tempo    |
| ---- | -------------- | --------------- | -------- |
| 1    | Tom Steels     | Davitamon-Lotto | 3h35'59" |
| 2    | Saulius Ruškys | Agritubel       | s.t.     |
| 3    | Jaan Kirsipuu  | Crédit Agricole | s.t.     |

| Pos. | Corridore      | Squadra       | Tempo     |
| ---- | -------------- | ------------- | --------- |
| 1    | Freddy Bichot  | Fr. des Jeux  | 14h35'59" |
| 2    | Maxime Monfort | Landbouwkred. | a 8"      |
| 3    | Arnaud Labbe   | Auber 93      | a 1'39"   |

### 5ª tappa
- 6 febbraio: Gagnières > Bessèges – 148,5 km

Risultati
| Pos. | Corridore         | Squadra         | Tempo    |
| ---- | ----------------- | --------------- | -------- |
| 1    | Jimmy Casper      | Cofidis         | 3h20'27" |
| 2    | Jaan Kirsipuu     | Crédit Agricole | s.t.     |
| 3    | Danilo Napolitano | LPR-Piacenza    | s.t.     |

| Pos. | Corridore      | Squadra       | Tempo     |
| ---- | -------------- | ------------- | --------- |
| 1    | Freddy Bichot  | Fr. des Jeux  | 18h03'19" |
| 2    | Maxime Monfort | Landbouwkred. | a 8"      |
| 3    | Arnaud Labbe   | Auber 93      | a 1'39"   |

## Classifiche finali

### Classifica generale
| Pos. | Corridore       | Squadra         | Tempo     |
| ---- | --------------- | --------------- | --------- |
| 1    | Freddy Bichot   | Fr. des Jeux    | 18h03'19" |
| 2    | Maxime Monfort  | Landbouwkred.   | a 8"      |
| 3    | Arnaud Labbe    | An Post         | a 1'39"   |
| 4    | Jens Voigt      | CSC             | a 4'18"   |
| 5    | Bobbie Traksel  | Mr Bookmaker    | a 5'15"   |
| 6    | Cédric Vasseur  | Cofidis         | a 5'17"   |
| 7    | Matthé Pronk    | Mr Bookmaker    | a 5'19"   |
| 8    | Fränk Schleck   | CSC             | s.t.      |
| 9    | Johan Coenen    | Mr Bookmaker    | s.t.      |
| 10   | Patrice Halgand | Crédit Agricole | a 5'20"   |

### Classifica a punti
| Pos. | Corridore      | Squadra         | Punti |
| ---- | -------------- | --------------- | ----- |
| 1    | Jens Voigt     | CSC             | 76    |
| 2    | Jaan Kirsipuu  | Crédit Agricole | 56    |
| 3    | Tom Steels     | Davitamon-Lotto | 50    |
| 4    | Bobbie Traksel | Mr Bookmaker    | 49    |
| 5    | Niko Eeckhout  | Chocolade Jac.  | 40    |

### Classifica scalatori
| Pos. | Corridore      | Squadra       | Punti |
| ---- | -------------- | ------------- | ----- |
| 1    | Johan Coenen   | Mr Bookmaker  | 26    |
| 2    | Arnaud Labbe   | Auber 93      | 18    |
| 3    | Sergej Lagutin | Landbouwkred. | 16    |
| 4    | Jens Voigt     | CSC           | 12    |
| 5    | Freddy Bichot  | Fr. des Jeux  | 12    |

### Classifica giovani
| Pos. | Corridore        | Squadra         | Punti     |
| ---- | ---------------- | --------------- | --------- |
| 1    | Maxime Monfort   | Landbouwkred.   | 18h03'27" |
| 2    | Carl Naibo       | Bretagne        | a 6'17"   |
| 3    | Preben Van Hecke | Davitamon-Lotto | a 8'12"   |
| 4    | Alex Coutts      | Flanders        | a 15'49"  |
| 5    | Rémy Di Grégorio | Fr. des Jeux    | a 18'49"  |

### Classifica a squadre
| Pos. | Squadra                     | Tempo     |
| ---- | --------------------------- | --------- |
| 1    | Française des Jeux          | 54h23'00" |
| 2    | Team CSC                    | a 2'15"   |
| 3    | Mr Bookmaker.com-SportsTech | a 3'06"   |
| 4    | Crédit Agricole             | s.t.      |
| 5    | Davitamon-Lotto             | s.t.      |